# Irilona
Irilona es una isoflavona, un tipo de flavonoide. Se puede encontrar en Trifolium pratense (trébol rojo), in Iris unguicularis y en Iris germanica.